# Sturt Highway
De Sturt Highway is een autoweg in New South Wales (National Route 20) en Zuid-Australië en Victoria (National Route A20).
De Sturt Highway vormt de hoofdverbinding tussen Sydney en Adelaide. Deze weg begint op de afsplitsing van de Hume Highway nabij Gundagai, ten zuidwesten van Sydney. Hierna gaat de weg min of meer richting het westen, door het noordwesten van Victoria en verbindt de steden Wagga Wagga, Narrandera, Hay, Balranald, Mildura, Renmark en Gawler met elkaar. De weg voert het nummer National 20 in New South Wales en National Highway A20 in Victoria en Zuid-Australië. Deze weg gaat verder vanaf Gawler zuidwaarts richting Adelaide samen met de Main North Road.
De weg is over de gehele lengte uitgevoerd als tweebaansweg, alhoewel er wel op een aantal plaatsten inhaalstroken zijn aangelegd. Verdere opwaarderingen aan de weg zijn gepland tot aan 2009.
De Sturt Highway is genoemd naar Charles Sturt, die het zuidwesten van New South Wales, de Murrumbidgee rivier, de Murray rivier en enkele delen van de woestijnen van centraal Australië verkende in de jaren '30 van de 19e eeuw.
De Sturt Highway heeft verbindingen met de volgende wegen:
- Newell Highway bij Narrandera
- Mid-Western Highway bij Hay
- Mallee Highway bij Balranald
- Murray Valley Highway ten oosten van Euston
- Silver City Highway bij Buronga
- Calder Highway bij Mildura
- Barossa Valley Highway bij zowel Nuriootpa en Gawler.
- Main North Road bij Gawler